# Denis MacShane
Denis MacShane (ur. jako Denis Matyjaszek 21 maja 1948) – brytyjski ekonomista, polityk, znany z pozycji proeuropejskich, były minister stanu ds. europejskich (Minister of State for Europe) w Foreign Office; parlamentarzysta laburzystów z okręgu Rotherham (od 1994 do 2012).
Ma doktorat w dziedzinie gospodarki międzynarodowej, był dziennikarzem BBC (1969–1977). W 1982 został aresztowany w Polsce podczas demonstracji pro-solidarnościowej, i deportowany do Wielkiej Brytanii.
MacShane znany jest ze znajomości języka, historii i kultury Francji. W 2002 zwrócił na siebie uwagę, nazywając prezydenta Wenezueli Hugo Cháveza „populistycznym demagogiem” i porównując go do Mussoliniego.